# Lunjiao (métro de Foshan)
Lunjiao (chinois simplifié : 伦教 ; chinois traditionnel : 倫教 ; pinyin : lúnjiào) est une station de passage sur la ligne 3 du métro de Foshan, qui se situe au district de Shunde, dans la ville de Foshan, la province de Guangdong, en Chine. La station porte le nom de l’arrondissement de Lunjiao (zh), où la station se situe.

## Situation ferroviaire
Sur la ligne 3, la station Lunjiao se situe entre Guangjiao (zh), en direction du Parc Zhongshan (zh), et Licun (zh), en direction de la Gare du Collège-de-Shunde.

## Services aux voyageurs

### Desserte

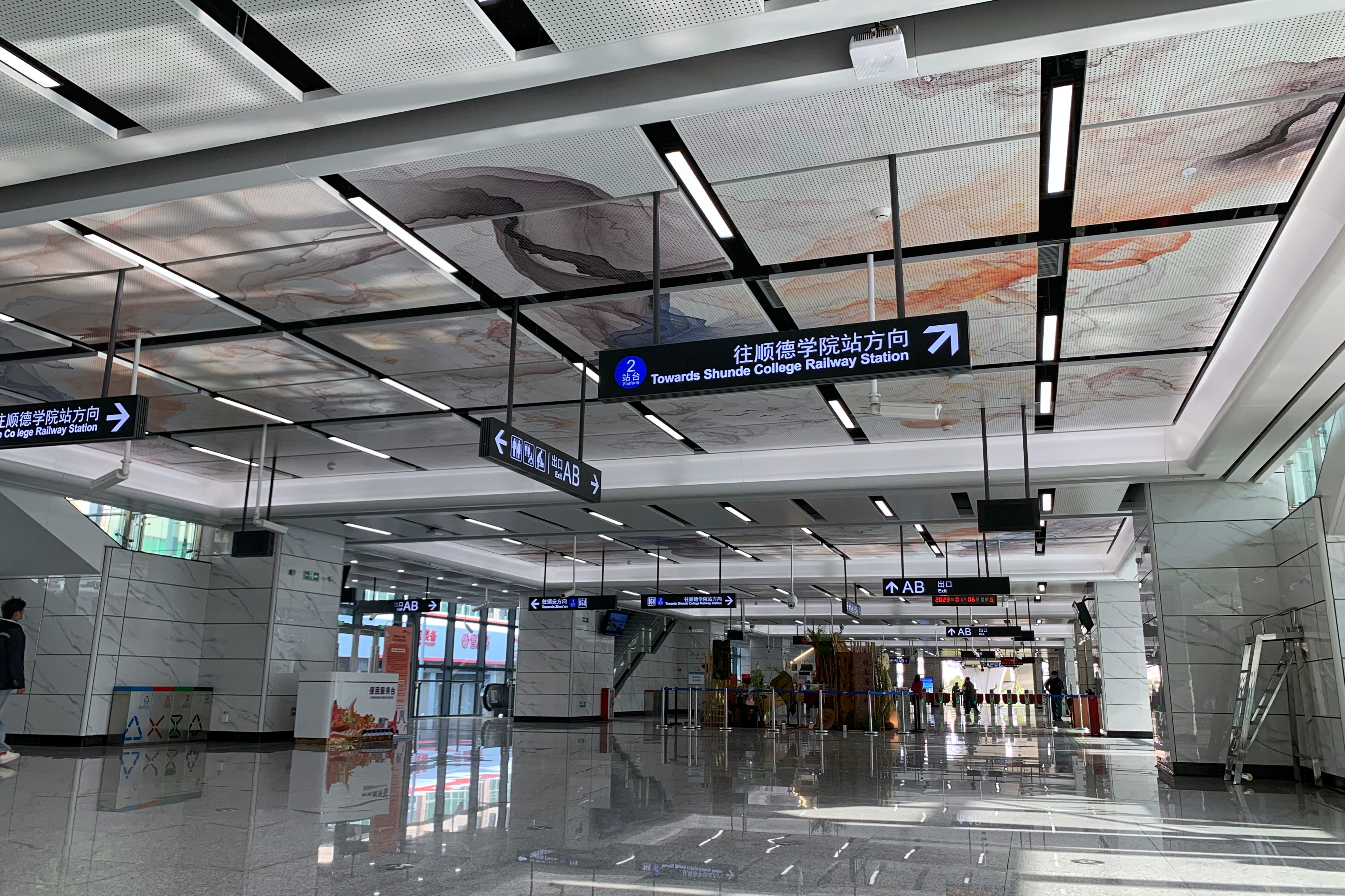
Des images des soies Xiangyun à l’intérieur de la station.

La station Lunjiao, un station élevée, se compose de deux étages au-dessus du niveau du sol. Le troisième accueillit les deux voies ferroviaires et les quais latéraux. Au plafond du deuxième étage, il y a des images des soies Xiangyun (zh), un type de soie indigène.

### Accès et accueil
La station dispose de deux bouches, nommées A et B:
|        |                                                                               |                                                  |  |  |
| Bouche | Accessibilité                                                                 | Destinations les plus proches                    |  |  |
| A      | Ascenseur Surface podotactile Rampe aux fauteuils roulants Escalier mécanique | Centre d’expositions de Lunjiao Arrêts d’autobus |  |  |
| B      | Ascenseur Surface podotactile Rampe aux fauteuils roulants Escalier mécanique | Arrêts d’autobus                                 |  |  |